# Chirurgische Pinzette

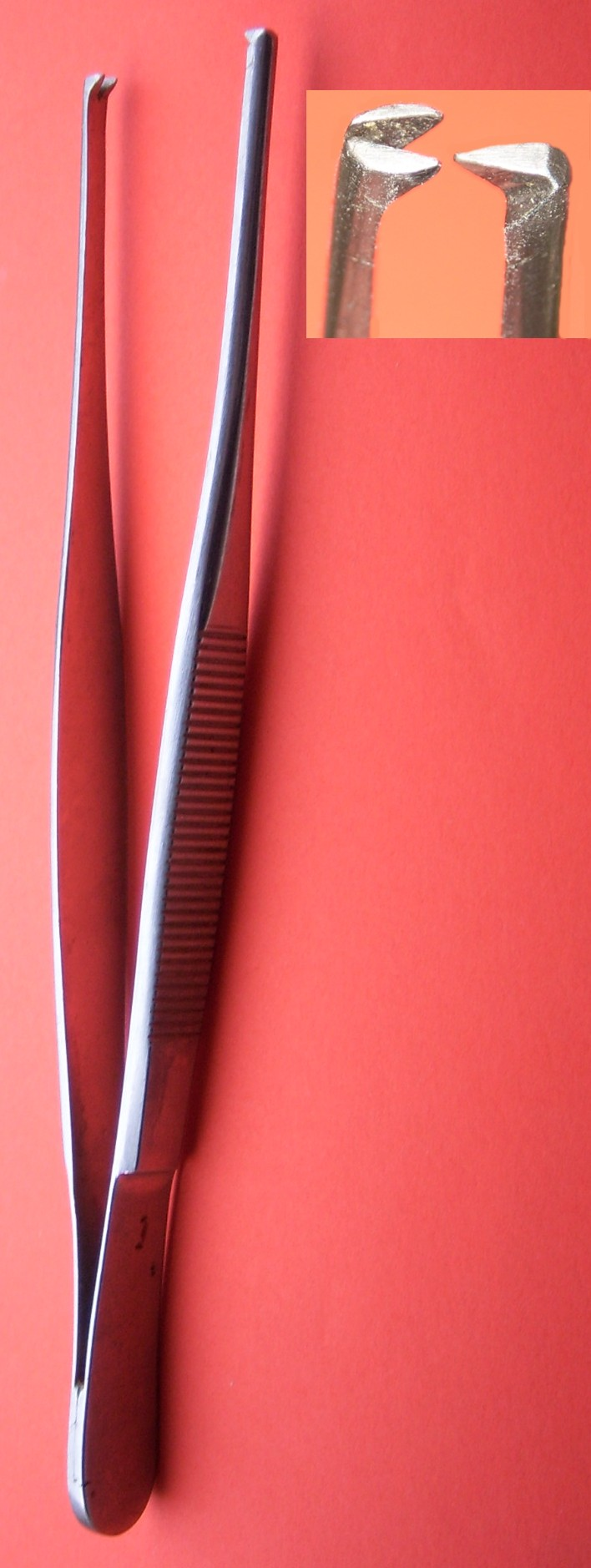
Gerade chirurgische Standardpinzette mit drei Zähnen

Eine chirurgische Pinzette ist eine Sonderform der Pinzette, bei der die Greifbacken ineinandergreifende, scharfe Zähne besitzen. Der Vorteil dieser Konstruktion ist, dass erfasste Gewebeteile sehr gut fixiert sind und ein stärkerer Zug ausgeübt werden kann, ohne dass die Pinzette sehr fest zusammengedrückt werden muss, was eine Gewebsquetschung verhindert. Nachteilig ist, dass leicht verletzbare Strukturen wie Blutgefäße, Nerven oder innere Organe durch die scharfen Zähne zerstört werden können. Zum Erfassen solcher Strukturen ist eine anatomische Pinzette geeigneter.
In der einfachsten Form besitzen chirurgische Pinzetten drei Zähne (1x2), zwei auf einer Seite, der dritte greift von der anderen zwischen diese. Chirurgische Pinzetten werden in verschiedenen Längen hergestellt und können gerade oder mit einer abgewinkelten Spitze ausgeführt sein. Nach der Pinzettenform gibt es verschiedene Spezialausführungen chirurgischer Pinzetten:
- Adlerkreutz
- Adson (nach Alfred Washington Adson)
- Adson-Brown (nach Alfred Washington Adson und James Barrett Brown)
- Bonney
- Brophy
- Cushing
- Duehrssen
- Gerald
- Gillies
- Graefe
- Hudson (nach Ewald Hudson)
- Lane
- Micro-Adson (nach Alfred Washington Adson)
- Potts-Smith
- Semken
- Stille-Barraya
- Taylor
- Waugh